# 4060 Deipylos
A 4060 Deipylos (ideiglenes jelöléssel 1987 YT1) egy kisbolygó a Naprendszerben. Eric Walter Elst, G. Pizarro fedezte fel 1987. december 17-én.